# Josef Hájek (primátor)
Josef Hájek (* 23. srpna 1942 Ježovy) je bývalý český politik, od prosince 1989 do ledna 1990 primátor Prahy.
Po maturitě vystudoval Fakultu tělesné výchovy a sportu Univerzity Karlovy. Již od studií byl aktivní člen ČSM (a pozdějšího SSM), po vystudování působil v MSS a SSM. V roce 1981 byl zvolen členem Národního výboru hlavního města Prahy (NVHMP), později se stal i náměstkem primátora.
Během sametové revoluce byl na mimořádném zasedání NVHMP 8. prosince 1989 zvolen pražským primátorem, když byl odvolán dosavadní primátor Zdeněk Horčík. Již od 15. prosince byl nucen zahájit jednání u kulatého stolu se zástupci Občanského fóra a dalších iniciativ. Na základě ústavního zákona č. 14/1990 Sb. opustil k 23. lednu 1990 funkci primátora i poslanecký mandát v NV HMP. Poté z politiky odešel.
Jeho manželkou je herečka a malířka Jarmila Švehlová. Má dvě děti, dceru Marianu a syna Roberta, který se později stal hercem.